# Ptghni
Ptghni (in armeno Պտղնի?) è un comune dell'Armenia di 1 395 abitanti (2008) della provincia di Kotayk'. Nel suo territorio vi sono le rovine delle mura di una fortezza e la chiesa di Ptghavank, risalente al sesto o settimo secolo dopo cristo.